# Internationale Hydrografiske Organisation
Den Internationale Hydrografiske Organisation (IHO), med de officielle navne: International Hydrographic Organization (IHO) (eng.) og Organisation hydrographique internationale (OHI) (fra.), er en interstatslig organisation der arbejder med hydrografi, søkort og marine emner, herunder marine miljøsager. IHO nyder observatørstatus i FN. Det er IHO's standarder og specifikationer der refereres til, som autoriteten indenfor hydrografisk udforskning og søkortfremstilling.

## Historie og formål
IHO blev grundlagt i 1921 under navnene: International Hydrographic Bureau (IHB) og Bureau hydrographique international (BHI). Det nuværende navn blev antaget i 1970 af de daværende medlemslande, som en del en af ny international konvention om IHO.
Mange søfartsnationer oprettede op gennem 1800-tallet egne hydrografiske institutioner, der ved at udgive søkort, nautiske publikationer og andre nautiske tjenester, skulle forbedre flådens- og handelsskibenes navigations forhold. Da der var store forskelle mellem de forskellige udgivelser landene imellem, diskuteredes det ad flere omgange, i slutningen af 1800-tallet, at oprette en permanent international kommission. I 1919 tog britiske og franske hydrografer de nødvendige skridt til at indkalde til en international konference for hydrografer i London. 24 lande deltog, og formålet var:
- at sikre at alle maritime nationer benytter samme metoder under udarbejdelse, konstruktion og produktion af deres søkort og hydrografiske udgivelser.
- at oprette et system for hurtig udveksling af hydrografisk information landene imellem.
- at tilvejebringe en mulighed for konsultation og drøftelser af hydrografiske emner generelt.

Som et resultat af konferencen, forberedtes vedtægterne til en permanent organisation. Det daværende IHB, nu IHO, begyndte sine aktiviteter i 1921 med 18 medlemslande og med hovedsæde i Monaco, Frankrig.

## Funktioner
IHO's vigtigste funktioner er:
- at skabe et tæt og løbende samarbejde mellem de nationale hydrografiske institutioner.
- at undersøge spørgsmål vedrørende hydrografi og lignende videnskaber og teknikker.
- at fremme udvekslingen af søkort og dokumenter mellem hydrografiske institutioner eller medlemslandenes regeringer.
- at vejlede og rådgive efter anmodning, navnlig til lande der er engagerede i at etablere eller udvide deres hydrografiske tjenester.
- at tilskynde til koordinering af hydrografiske undersøgelser med relevante oceanografiske aktiviteter.
- at udvide og lette anvendelsen af oceanografisk viden til gavn for navigatører.
- at samarbejde med internationale organisationer og videnskabelige institutioner, der har relaterede mål.
- at udvikle hydrografiske og nautiske kortlægningsstandarder, som medlemsstaterne kan enes om. Alle medlemsstater skal følge disse standarder i deres undersøgelser, søkort og publikationer.

Den næsten universelle anvendelse af disse standarder betyder, at produkter og tjenester fra verdens hydrografiske og oceanografiske institutioner til stadighed er konsekvent og genkendelig for alle søfarende og andre brugere.

## Udgivelser og standarder
De fleste IHO-udgivelser, inklusive; standarder, retningslinjer og associerede dokumenter som f.eks. the International Hydrographic Review, Internationale hydrografiske bulletiner, Hydrografisk ordbog og Årbogen, er frit tilgængelige for offentligheden fra IHO's hjemmeside.

### Sømil
På en ekstraordinær konference i 1929 vedtog IHO definitionen på en sømil til at være 1852 meter eksakt.

## Medlemslande
Nedenstående 81 lande er (pr. 22. januar 2013) medlem af IHO. (evt. repræsenterende myndighed anført i parentes):
| - Algeriet - Argentina - Australien - Bahrain - Bangladesh - Belgien - Brasilien - Cameroun - Canada - Chile - Colombia - Cuba - Cypern - Danmark (Geodatastyrelsen) - Demokratiske Republik Congo - Dominikanske Republik - Ecuador - Egypten - Estland - Fiji - Filippinerne - Finland - Forenede Arabiske Emirater - Frankrig - Grækenland - Guatemala - Holland | - Indien - Indonesien - Iran - Irland - Island - Italien - Jamaica - Japan - Kina - Kroatien - Kuwait - Letland - Malaysia - Marokko - Mauritius - Mexico - Monaco - Mozambique - Myanmar - New Zealand - Nigeria - Nordkorea - Norge - Oman - Pakistan - Papua Ny Guinea - Peru | - Polen - Portugal - Qatar - Rumænien - Rusland - Saudi-Arabien - Serbien - Singapore - Slovenien - Spanien - Sri Lanka - Storbritannien - Surinam - Sverige - Sydafrika - Sydkorea - Syrien - Thailand - Tonga - Trinidad og Tobago - Tunesien - Tyrkiet - Tyskland - Ukraine - Uruguay - USA (NOAA, CNMOC, NGA) - Venezuela |

## Primære samarbejdspartnere
- International Maritime Organization (IMO) — søfarts-regler, sikkerhed og kommunikation m.m.
- World Meteorological Organization (WMO)
- Intergovernmental Oceanographic Commission (IOC)
- International Association of Lighthouse Authorities (IALA)